# L’Estro Armonico

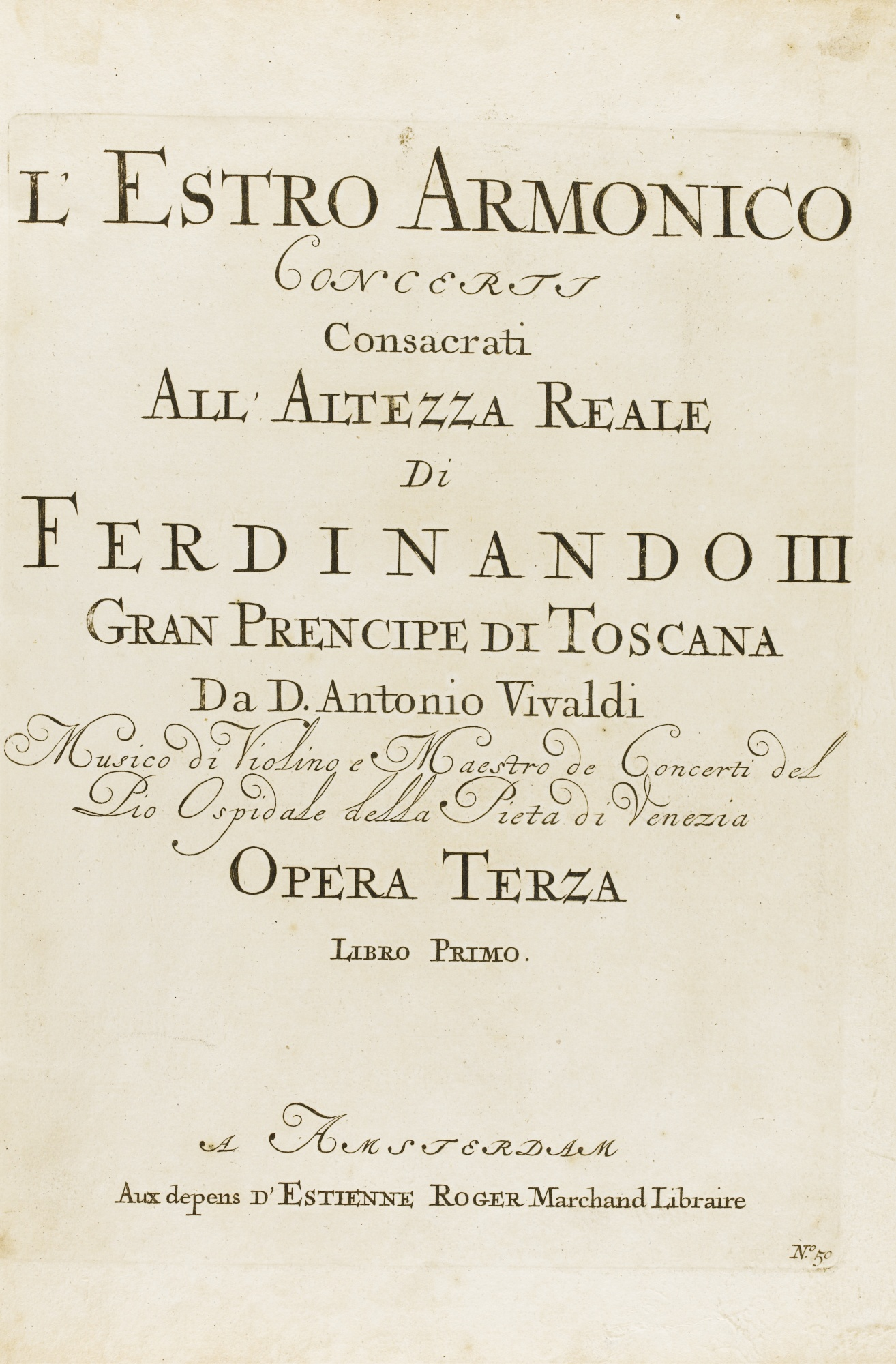
Titelblatt des Erstdruckes verlegt durch Estienne Roger, Amsterdam

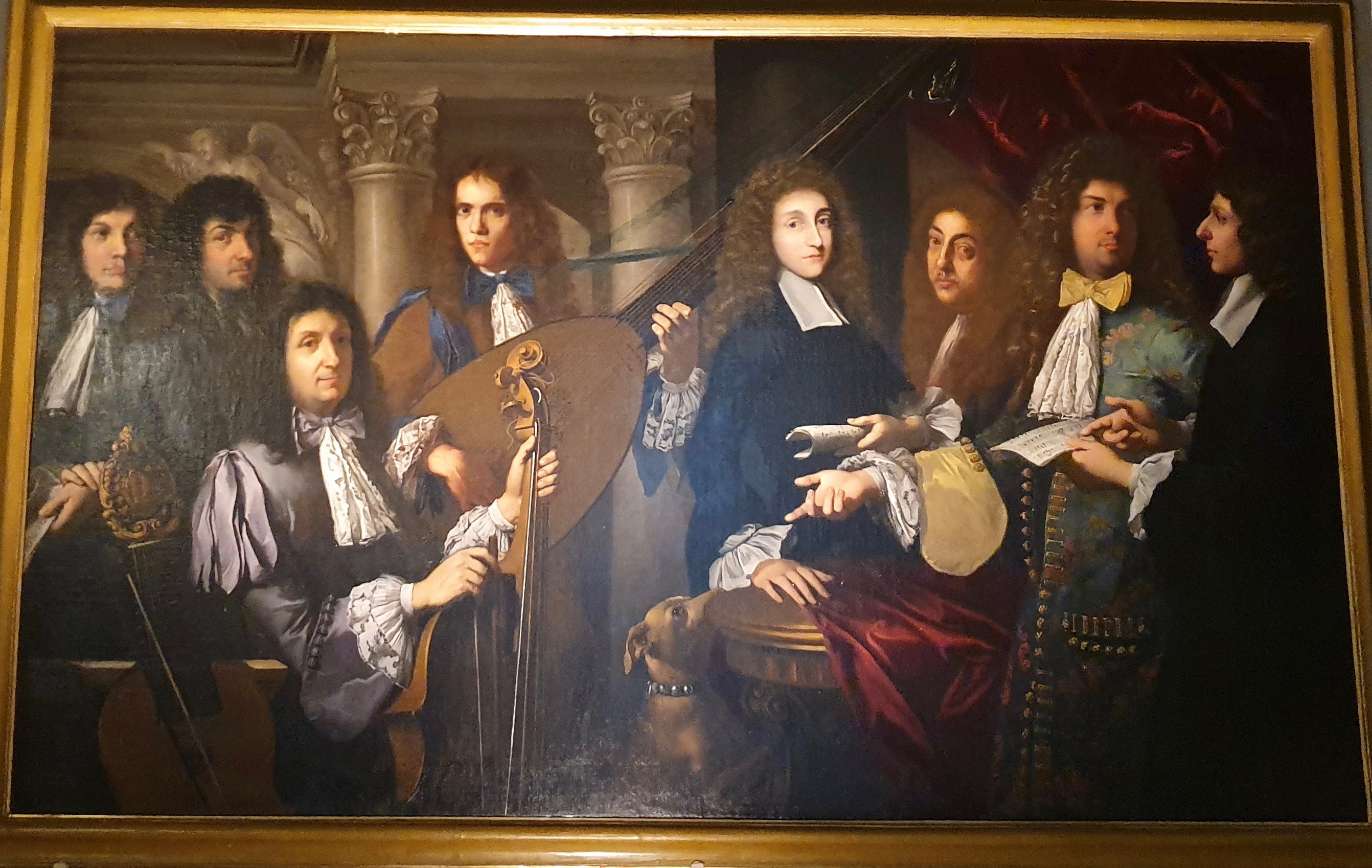
Anton Domenico Gabbiani: Erbprinz Ferdinando de’ Medici (1663–1713) = „Gran Prencipe di Toscana“ Ferdinando III. mit seinen Musikern

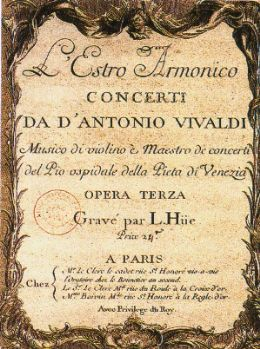
Titelblatt des Nachdruckes verlegt durch Le Clerc le Cadet und Boivin, Paris

L’Estro Armonico („Die harmonische Eingebung“) ist der Titel einer Sammlung von zwölf Konzerten für Violinen und Streichorchester, die Antonio Vivaldi im Oktober 1711 als sein Opus 3 beim Verlag von Estienne Roger in Amsterdam veröffentlichte – mit einer Widmung an den Erbprinzen der Toskana Ferdinando III. in Florenz. Zu diesem Zeitpunkt waren bereits einige von Vivaldis Sonaten im Druck verfügbar, doch waren seine Konzerte nur durch handschriftliche Kopien bekannt. Schon kurze Zeit später wurde die Sammlung in London (durch John Walsh) und Paris (durch Le Clerc Cadet) nachgedruckt.
Die Veröffentlichung bestand aus acht Stimmheften – für vier Violinen, zwei Violen, Violoncello und Continuo („Violone e cembalo“), geteilt in jeweils zwei Teilbände mit sechs Konzerten.

## Großstruktur
Nach einem strengen Schema setzt das erste Konzert alle vier Violinen solistisch ein, das zweite zwei, das dritte nur die erste Violine – diese Folge wiederholt sich dann in den weiteren Konzerten. Hinzu tritt in einigen Konzerten (manchmal auch nur in Einzelsätzen) ein Solocello. Die Tonarten der Konzerte wechseln zwischen Dur und Moll ab, durch Vertauschung in den letzten beiden Konzerten endet die Abfolge aber in Dur.
Dennoch wirkt die Sammlung nicht ganz einheitlich; sie enthält offenbar auch einige ältere Werke, in denen Vivaldi seine Satzfolge, den Aufbau aus abwechselndem Ritornell und modulierender Solopassage und seine Instrumentalbehandlung noch nicht standardisiert hatte. So wirken die Kompositionen ungewöhnlich vielgestaltig und besitzen  an vielen Stellen „die Frische des ersten Mals“.

## Satztechnik
Jede der vier Geigenstimmen ist durch eindeutige Hinweise in Tutti- und Solo-Abschnitte gegliedert – das heißt, dass Solist und Tuttispieler grundsätzlich aus denselben Noten spielten; es handelt sich hier also noch um echte Concerti Grossi. In den Tutti-Passagen führt Vivaldi dann meist die erste und dritte Violine im Unisono; dasselbe gilt für die zweite und vierte. Mit den geteilten Violen entsteht damit ein fünfstimmiger Orchestersatz – eine venezianische Tradition, die Vivaldi schon in seiner nächsten Veröffentlichung, La Stravaganza (opus 4), aufgeben sollte. Satztechnisch liegt den Kompositionen allerdings über weite Strecken ein rein dreistimmiger obligater Satz zugrunde; typisch ist, dass auch in den Konzerten für vier Violinen die Solostellen immer nur zwei Violinen und den Bass gleichzeitig einsetzen.

## Einfluss
Vivaldi und ganz besonders dieser Konzertzyklus haben einen enormen Einfluss auf die europäischen Komponisten gehabt, der manchmal als „Vivaldi-Fieber“ bezeichnet wird. Dieser Einfluss setzte bereits vor der Verfügbarkeit der Druckausgabe ein, da die Konzerte auch in Abschriften überliefert waren. Auch die theoretischen Schriften von Quantz und Mattheson beziehen ihre Ratschläge für die Anlage eines Konzerts ganz offenbar aus dem Beispiel des Estro Armonico.
Der international große Erfolg des Estro Armonico ist vor allem auch daran erkennbar, dass der Druck bis zum Tod des Verlegers 1722 im Verlagsprogramm blieb und sein Schwiegersohn und Geschäftsnachfolger Le Cène bis 1743 sogar mehrere Neuauflagen vornahm.
Auch in Johann Sebastian Bachs Weimarer Orgel- und Cembalowerken ist der Einfluss Vivaldis und des Estro Armonico unverkennbar. Von sechs dieser Konzerte fertigte er Auszüge für Cembalo oder Orgel an, wobei er Mittelstimmen ergänzte und die Basslinien belebte sowie imitierende Stimmen einfügte. Auch in den Brandenburgischen Konzerten ist Vivaldis Einfluss zu spüren; 1735 veröffentlichte er in Nürnberg sein Italienisches Konzert.
Bachs Bearbeitungen gehen offenbar ausnahmslos auf Abschriften, nicht auf die Druckausgabe, zurück; er könnte etwa 1713 durch seinen Dresdner Freund Johann Georg Pisendel mit Vivaldis Musik in Kontakt gekommen sein.

## Übersicht über die Konzerte
- Konzert Nr. 1 D-Dur, RV 549

1. Allegro
2. Largo e spiccato
3. Allegro

Solo: 4 Violinen; Violoncello
Das Violoncello hat nur im ersten Satz ein echtes Solo, wo dies die Funktion des Ritornellthemas übernimmt. Das Werk dürfte eins der ältesten des Zyklus sein.
- Konzert Nr. 2 g-Moll, RV 578

1. Adagio e spiccato
2. Allegro
3. Larghetto
4. Allegro

Solo: 2 Violinen, Violoncello
- Konzert Nr. 3 G-Dur, RV 310

1. Allegro
2. Largo
3. Allegro

Solo: Violine
Bach bearbeitete dieses Konzert in F-Dur für Cembalo solo (BWV 978).
- Konzert Nr. 4 e-Moll, RV 550

1. Andante
2. Allegro assai
3. Adagio
4. Allegro

Solo: 4 Violinen
- Konzert Nr. 5 A-Dur, RV 519

1. Allegro
2. Largo
3. Allegro

Solo: 2 Violinen
- Konzert Nr. 6 a-Moll, RV 356

1. Allegro
2. Largo
3. Presto

Solo: Violine
- Konzert Nr. 7 F-Dur, RV 567

1. Andante
2. Adagio
3. Allegro – Adagio
4. Allegro

Solo: 4 Violinen, Violoncello
Das Konzert scheint am Anfang nur für zwei Violinen konzipiert gewesen zu sein.
- Konzert Nr. 8 a-Moll, RV 522

1. Allegro
2. Larghetto e spirituoso
3. Allegro

Solo: 2 Violinen
Bach bearbeitete dieses Konzert für Orgel solo (BWV 593).
- Konzert Nr. 9 D-Dur, RV 230

1. Allegro
2. Larghetto
3. Allegro

Solo: Violine
Bach bearbeitete dieses Konzert für Cembalo solo (BWV 972).
- Konzert Nr. 10 h-Moll, RV 580

1. Allegro
2. Largo e spiccato
3. Allegro

Solo: 4 Violinen
Eine Auffälligkeit ist der langsame Satz, in dem die vier Violinen gleichzeitig vier verschiedene Arten von Arpeggio verwenden und so der Akkordstudie einen eigenartig schillernden Klang geben.
Bach hat dieses Konzert zu einem Konzert für vier Cembali und Orchester in a-Moll umgearbeitet.
- Konzert Nr. 11 d-Moll, RV 565

1. Allegro – Adagio e spiccato – Allegro
2. Largo e spiccato
3. Allegro

Solo: 2 Violinen, Violoncello.
Dieses Konzert ist sicher das bekannteste des Zyklus. Der erste Satz beginnt mit den beiden Soloviolinen, die sich gegenseitig mit der leeren d-Saite begleiten; es folgt ein virtuoses Cellosolo, das vom ganzen Orchester mit wuchtigen Akkorden beantwortet wird (Adagio e spiccato); dann folgt eine vierstimmige Fuge mit ausgedehnten Solopartien. Der zweite Satz, ein Siciliano, ist ein begleitetes Solo der ersten Violine; der konzertante Schlusssatz setzt dann wieder das vollständige Trio in den Solopassagen ein.
Das Werk hat Bach sicher sehr beeindruckt – er bearbeitete es zu einem Orgelsolostück (BWV 596), das sein Sohn Wilhelm Friedemann später als eigene Komposition ausgab. Einen ersten Reflex könnte der Singstimmeneinsatz der Kantate 21 Ich hatte viel Bekümmernis darstellen, der das Ritornellthema des letzten Satzes aufnimmt.
- Konzert Nr. 12 E-Dur, RV 265

1. Allegro
2. Largo e spiccato
3. Allegro

Solo: Violine
Bach bearbeitete dieses Konzert in C-Dur für Cembalo solo (BWV 976).